# Wenzel Beck

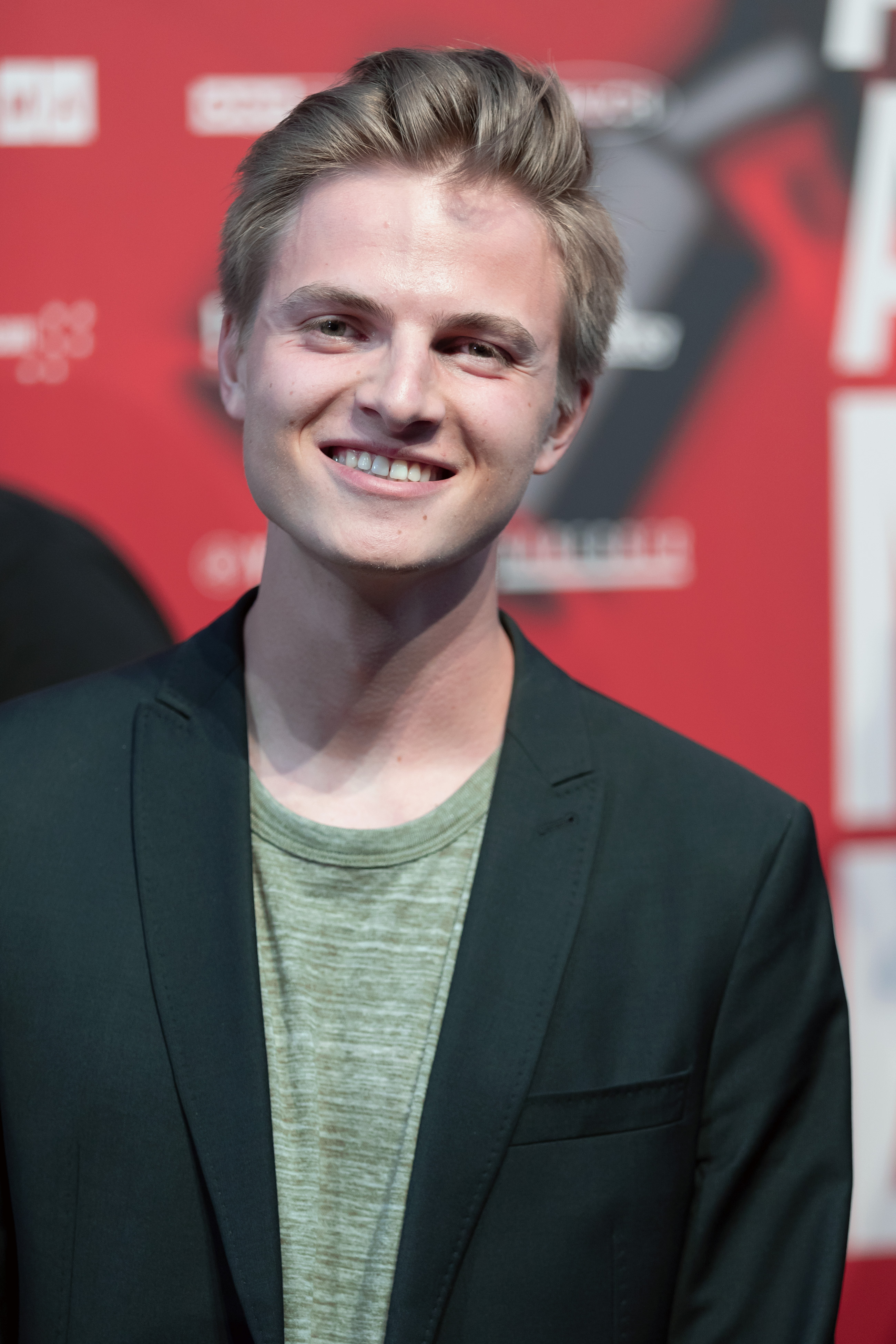
Wenzel Beck (2019)

Wenzel Beck (* 14. September 1999 in Wien) ist ein österreichischer Sänger, Songwriter und Produzent.

## Leben
Wenzel Beck ist der Sohn des österreichischen Fotografen Lukas Beck, durch den er unter anderem seinen späteren Mentor Willi Resetarits kennenlernte. Seine Mutter ist Geigenlehrerin.
Im Alter von drei Jahren begann Wenzel Beck Schlagzeug zu spielen. Später kam auch Gitarre dazu. Seine Matura absolvierte Wenzel im Alter von 17 Jahren. Anschließend begann er, Technische Mathematik an der TU Wien zu studieren.
Im Jahr 2018 veröffentlichte er die Singles Immer wieder und Der Wind. Im selben Jahr trat er erstmals mit seiner neuen Band auf, dem Wenzel Beck Trio (Gesang und Gitarre: Wenzel Beck, Bass und Cello: Julia Hofer, Schlagzeug: Richard Münchhoff). Sein Debütalbum Immer wieder erschien 2019 bei Universal Music Austria. 2021 folgte der Release der EP Alles Nichts, 2024 erschienen die EP falls du noch kommst und die EP kopfkino mit der gleichnamigen Single.

## Diskografie

### Alben / EPs
- 2019: Immer wieder (Universal Music Group)
- 2021: Alles Nichts (EP)
- 2024: falls du noch kommst (EP)
- 2024: kopfkino (EP)
- 2024: film ‘24

### Singles
- 2018: Der Wind
- 2018: Immer wieder
- 2019: Wunderschön
- 2019: Nockad
- 2021: Ohne Angst
- 2021: Wir Bleiben Wach
- 2021: Alles Fast Nichts Ganz
- 2022: good news
- 2022: film
- 2023: kaffee im bett
- 2023: 1%∞
- 2024: perfekt
- 2024: alles ist gut